# Diclis tenella
Diclis tenella là một loài thực vật có hoa trong họ Huyền sâm. Loài này được Hemsl. mô tả khoa học đầu tiên năm 1896.